# 首阳小檗
首阳小檗（学名：Berberis dielsiana）是小檗科小檗属的植物，为中国的特有植物。分布于中国大陆的陕西、河南、河北、山东、湖北、山西、甘肃等地，生长于海拔600米至2,300米的地区，多生长于山沟溪旁、山坡、山谷灌丛中和林中，目前尚未由人工引种栽培。